# Shanghai Storm
Gli Shanghai Storm sono una squadra di football americano di Shanghai, in Cina; fondati nel 2020, hanno vinto la Z League nel 2020.

## Dettaglio stagioni

### Tornei nazionali

#### Campionato

##### Z League
| Stagione | regular season | regular season | regular season | regular season | regular season | regular season | playoff | playoff | playoff | playoff | playoff | playoff   | playoff          |
|          | Vin            | Par            | Per            | Tot            | PF             | PS             | Vin     | Per     | Tot     | PF      | PS      | risultato | avversaria       |
| -------- | -------------- | -------------- | -------------- | -------------- | -------------- | -------------- | ------- | ------- | ------- | ------- | ------- | --------- | ---------------- |
| 2020     | 5              | 0              | 1              | 6              | 246            | 73             | 1       | 0       | 1       | 1       | 0       | Campioni  | Wuhan Berserkers |
| Totale   | 5              | 0              | 1              | 6              | 116            | 83             | 0       | 1       | 1       | 0       | 1       |           |                  |

Fonti: Enciclopedia del Football - A cura di Roberto Mezzetti

### Riepilogo fasi finali disputate
| Anno             | Luogo | Evento   | Fase del torneo | Incontro                          | Risultato    |
| 19 dicembre 2020 |       | Z League | Finale          | Shanghai Storm - Wuhan Berserkers | 1 - 0 d.g.s. |

## Palmarès
- 1 Z League (2020)